# 圆叶点地梅
圆叶点地梅（学名：Androsace graceae）为报春花科点地梅属下的一个种。

## 扩展阅读
- 維基物種上的相關：圆叶点地梅